# Victoire L'or Ngon Ntame
Victoire L'or Ngon Ntame (31 de dezembro de 1985) é uma voleibolista camaronesa. 

## Carreira
Victoire L'or Ngon Ntame em 2016, representou a Seleção Camaronesa de Voleibol Feminino nos Jogos Olímpicos de Verão no Rio de Janeiro, que foi 12º colocada.